# Nitrazepam
Nitrazepam (nome comercial: Sonebon, entre outros) é fármaco benzodiazepínico, comercializado no Brasil. É hipnótico usado no tratamento de insônia, com propriedades sedativa e miorrelaxante, também como ansiolítico, amnésico, anticonvulsivante.
Nitrazepam é usualmente comercializado na forma de comprimidos de 5 mg e 10 mg. Na Austrália, Holanda, Israel e no Reino Unido está disponível apenas comprimidos de 5 mg. Na Dinamarca, em comprimidos de 2,5 mg e 5 mg, sob o nome Pacisyn®.